# American Heartbreak
American Heartbreak — третий студийный альбом американского кантри-певца Зака Брайана, вышедший 20 мая 2022 года на лейблах Belting Bronco и Warner Records. Продюсером были Эдди Спир, Луи Найс, Райан Хэдлок. Это тройной альбом и первый для Брайана, изданный на крупном лейбле. Альбому предшествовали шесть синглов, в том числе самый успешный сингл Брайана на сегодняшний день «Something in the Orange», который в январе 2023 года достиг первого места в кантри-чарте Hot Country Songs и Rock Songs, а также 16-го места в американском хит-параде Billboard Hot 100. Брайан отправится в тур по США до ноября 2022 года в поддержку альбома.
Диск возглавил три американских хит-парада: Top Country Albums, Folk Albums и Top Rock Albums.

## Об альбоме
Брайан объяснил, что альбом «исследует последние пять лет» его жизни, и назвал его «попыткой объяснить, что такое быть 26-летним мужчиной в Америке. Здесь есть любовь, потеря, радость, обида и прощение — и все это в одном произведении». The Tennessean написал, что альбом варьируется «от демо-подобных размышлений до полноценных рок-гимнов», а также «необузданной неугомонностью и размытым взглядом».

## Отзывы
| Оценки критиков    | Оценки критиков |
| Источник           | Оценка          |
| ------------------ | --------------- |
| AllMusic           | [ 6 ]           |
| The New York Times | положительная   |
| Sputnikmusic       | 5/5             |
| Album of The Year  | 80/100          |

Стивен Томас Эрлевайн в своей рецензии для AllMusic написал про Брайана, что «Он пишет прямо, но не откровенно; его слова не вычурны, а мелодии не приукрашены. По отдельности песни поразительны» и далее отметил «В целом, American Heartbreak может быть немного трудно переварить, особенно за один присест: в нём слишком много хорошего, все звуки сливаются воедино в приятной манере. Однако,… трудно не впечатлиться прочностью музыки Брайана, тем, как он сохраняет пыльные литературные традиции трубадуров Red Dirt без жеманства». Sputnikmusic назвал альбом сборником личных историй о жизни Зака Брайана, но заметил, что в альбоме есть гораздо больше, чем просто это: «Каждая история очень личная, но в то же время очень понятная. Боль от потери семьи и друзей, радость от любви, горе от того, что кто-то уходит, триумф от того, что кто-то становится сильнее — все это его истории, но это и наши истории. В его исполнении есть что-то такое мощное, что приглашает нас пережить его истории вместе с ним и позволяет нам связать их с нашей собственной жизнью. Возможно, дело в его захватывающем вокале и пленительной музыкальности, которые обладают огромной притягательной силой».
Джон Караманика из The New York Times заметил, что American Heartbreak это «бодрящий и до неприличия элегантный кантри-фолк опус из 34 песен. Он занял 5-е место в чарте альбомов Billboard, что стало удивительным результатом для певца, который менее чем за год до этого служил на флоте [около 7 лет] и выпускал музыку на стороне».

## Коммерческий успех
American Heartbreak дебютировал на пятом месте в Billboard 200 с 71 500 эквивалентных альбому единиц, включая 6 000 чистых продаж альбома, что сделало его самой большой успешной первой неделей для кантри-альбома в 2022 году. Он также дебютировал на первых местах в чартах Americana/Folk Albums (где теперь три его диска побывали в десятке лучших top-10) и Top Rock Albums. В день своего выхода American Heartbreak достиг наибольшего количества потоков среди всех кантри-альбомов 2022 года как на Spotify, так и на Apple Music.

## Список композиций
| №                   | Название                                  | Длительность |
| ------------------- | ----------------------------------------- | ------------ |
| 1.                  | «Late July»                               | 2:58         |
| 2.                  | «Something in the Orange» (Z&E's version) | 4:14         |
| 3.                  | «Heavy Eyes»                              | 3:10         |
| 4.                  | «Mine Again»                              | 3:44         |
| 5.                  | «Happy Instead»                           | 4:09         |
| 6.                  | «Right Now the Best»                      | 3:10         |
| 7.                  | «The Outskirts»                           | 3:18         |
| 8.                  | «Younger Years»                           | 3:25         |
| 9.                  | «Cold Damn Vampires»                      | 4:52         |
| 10.                 | «Tishomingo»                              | 3:08         |
| 11.                 | «She's Alright»                           | 3:49         |
| 12.                 | «You Are My Sunshine»                     | 2:57         |
| 13.                 | «Darling»                                 | 3:57         |
| 14.                 | «Ninth Cloud»                             | 3:23         |
| 15.                 | «Oklahoma City»                           | 4:00         |
| 16.                 | «Sun to Me»                               | 2:43         |
| 17.                 | «Highway Boys»                            | 3:40         |
| 18.                 | «Whiskey Fever»                           | 3:32         |
| 19.                 | «Billy Stay»                              | 5:16         |
| 20.                 | «Sober Side of Sorry»                     | 3:33         |
| 21.                 | «High Beams»                              | 3:20         |
| 22.                 | «The Good I'll Do»                        | 3:31         |
| 23.                 | «Someday (Maggie's)»                      | 4:25         |
| 24.                 | «Poems and Closing Time»                  | 2:41         |
| 25.                 | «From Austin»                             | 3:27         |
| 26.                 | «If She Wants a Cowboy»                   | 3:12         |
| 27.                 | «Corinthians (Proctor's)»                 | 3:51         |
| 28.                 | «Open the Gate»                           | 3:54         |
| 29.                 | «Half Grown»                              | 3:27         |
| 30.                 | «No Cure»                                 | 2:41         |
| 31.                 | «'68 Fastback»                            | 3:13         |
| 32.                 | «Blue»                                    | 3:38         |
| 33.                 | «Morning Time»                            | 3:45         |
| 34.                 | «This Road I Know»                        | 3:24         |
| Общая длительность: | Общая длительность:                       | 121:00       |

## Чарты
| Чарт (2022)                              | Высшая позиция |
| ---------------------------------------- | -------------- |
| Австралия (ARIA)                         | 54             |
| Австралия (Country Albums, ARIA)         | 5              |
| Канада (Canadian Albums Chart)           | 4              |
| Великобритания (UK Country Albums Chart) | 10             |
| США (Billboard 200)                      | 5              |
| США (Billboard Folk Albums)              | 1              |
| США (Billboard Top Country Albums)       | 1              |
| США (Billboard Top Rock Albums)          | 1              |

| Чарт (2022)                                | Позиция |
| ------------------------------------------ | ------- |
| США (Billboard 200)                        | 54      |
| США (Top Americana/Folk Albums, Billboard) | 4       |
| США (Top Country Albums, Billboard)        | 8       |
| США (Top Rock Albums, Billboard)           | 4       |

| Чарт (2022)                        | Позиция |
| ---------------------------------- | ------- |
| Канада (Billboard)                 | 9       |
| США Billboard 200                  | 8       |
| США Top Country Albums (Billboard) | 3       |
| США Top Rock Albums (Billboard)    | 1       |

## Сертификации
| Регион                                                                      | Сертификация | Продажи   |
| --------------------------------------------------------------------------- | ------------ | --------- |
| Канада (Music Canada)                                                       | Платиновый   | 80 000    |
| Новая Зеландия (RMNZ)                                                       | Золотой      | 7500      |
| США (RIAA)                                                                  | Платиновый   | 1 000 000 |
| Данные о продажах + прослушиваниях приведены только на основе сертификации. |              |           |